# Waldemar Mosbauer
Waldemar Mosbauer (ur. 12 kwietnia 1938 w Hucie) – polski kolarz torowy i trener kolarstwa.

## Życiorys
Jako zawodnik rozpoczął karierę w ZKS Stal Stocznia Szczecin w 1957, od 1958 był zawodnikiem Arkonii Szczecin (po fuzji klubów). W 1957 wygrał wyścig na 2000 metrów na torowych mistrzostwach województwa szczecińskiego. W 1959 został wicemistrzem Polski w wyścigu drużynowym na 4000 metrów na dochodzenie. W 1960 występował w barwach Gwardii Łódź i został wicemistrzem Polski w wyścigu długodystansowym na 50 km, w 1961 był zawodnikiem Broni Radom, z którą wywalczył mistrzostwo Polski w wyścigu drużynowym na 4000 metrów na dochodzenie.
Następnie powrócił do Szczecina i zajął się pracą trenerską. Początkowo pracował w sekcji kolarskiej przy Radzie Wojewódzkiej LZS w Szczecinie Był jednym z założycieli Ludowego Klubu Sportowego Gryf Szczecin, powstałego w 1968, zarejestrowanego w 1969, w 1978 przekształconego w Wojewódzki Ludowy Klub Sportowy Gryf-Ziemia Szczecińska, w 1994 w Gryf Szczecin.
Jako trener prowadził do sukcesów takich zawodników, jak Rajmund Zieliński, Zygfryd Jarema, Czesław Polewiak, Henryk Woźniak, Stanisław Labocha, Wojciech Matusiak, Ryszard Konkolewski, Bernard Kręczyński, Zbigniew Płatek, Andrzej Sikorski, Ryszard Dawidowicz, Marian Turowski, Damian Zieliński i Robert Karśnicki.
Dziesięciokrotnie zwyciężał w plebiscycie Kuriera Szczecińskiego na najlepszego trenera regionu (1972, 1973, 1974, 1982, 1984, 1988, 1989, 2002, 2003, 2004). Został także uznany najlepszym trenerem 40-lecia (1985) i 50-lecia (1995) Ziemi Szczecińskiej. W 1986 otrzymał nagrodę Głównego Komitetu Kultury Fizycznej i Sportu za osiągnięcia w pracy trenerskiej. 
W 1997 został odznaczony Złotym Krzyżem Zasługi. W 2009 został odznaczony złotą Odznaką Honorowa Gryfa Zachodniopomorskiego. 